# Первый дивизион Норвегии по футболу 2013
Адекколиген 2013 — сезон второй по уровне лиги Норвегии по футболу. Сезон начнётся 7 апреля и завершится 3 ноября 2013 года. В турнире принимает участие 16 команд.

## Изменения по сравнению с предыдущим сезоном

### Клубы, вышедшие в Типпелигу сезона 2013
Следующие клубы вышли в Типпелигу из первого дивизиона:
- Старт
- Сарпсборг 08

### Клубы, выбывшие в Адекколигу сезона 2013
По итогам сезона 2012 в Адекколигу выбыли следующие три клуба:
- Фредрикстад
- Стабек

### Клубы, вышедшие в Адекколигу сезона 2013
По итогам сезона 2012 в Адекколигу вышли следующие три клуба:
- Эльверум
- Фолло
- Кристиансунд
- Вард Хёгесунд

### Клубы, выбывшие во Второй дивизион сезона 2013
По итогам сезона 2012 во Второй дивизион выбыли следующие три клуба:
- Тромсдален
- Берум
- Алта
- Нотодден

## Участники
| Клуб          | Город        | Стадион               | Вместимость | Покрытие  |
| ------------- | ------------ | --------------------- | ----------- | --------- |
| Будё-Глимт    | Будё         | Аспмюра стадиум       | 7,400       | Синтетика |
| Брюне         | Брюне        | Брюне                 | 10,000      | Трава     |
| Эльверум      | Эльверум     | Сентралидреттсплассен | 2,000       | Трава     |
| Фолло         | Ши           | СКИ                   | 2,000       | Трава     |
| Фредрикстад   | Фредрикстад  | Нью Фредрикстад       | 12,500      | Трава     |
| Хам-Кам       | Хамар        | Брискеби Арена        | 8,068       | Трава     |
| Хёдд          | Уллстейнвик  | Хёддволл              | 3 120       | Трава     |
| Кристиансунд  | Кристиансунн | Атлантен              | 4,000       | Синтетика |
| Кунгсвингер   | Конгсвингер  | Емселунд              | 2,750       | Трава     |
| Мьёндален     | Мьёндален    | Недре Эйкер           | 10,000      | Синтетика |
| Ранхейм       | Ранхейм      | ДНБ Арена             | 2,000       | Трава     |
| Сандефьорд    | Саннефьорд   | Komplett.no Арена     | 9,000       | Синтетика |
| Стабек        | Беккестуа    | Telenor Arena         | 15,600      | Синтетика |
| Стрёммен      | Стрёммен     | Стрёммен              | 1,800       | Синтетика |
| Улл/Киса      | Ессхейм      | УКИ Арена             | 1,167       | Трава     |
| Вард Хёгесунд | Хёугесунн    | Хёугесунн             | 8,800       | Трава     |

## Турнирная таблица
| М  | Команда       | И  | В  | Н  | П  | Мячи    | ±   | О  | Примечания                               |
| -- | ------------- | -- | -- | -- | -- | ------- | --- | -- | ---------------------------------------- |
| 1  | Будё-Глимт    | 30 | 21 | 4  | 5  | 63 − 24 | +39 | 67 | Выход в Типпелигу 2014                   |
| 2  | Стабек        | 30 | 14 | 10 | 6  | 51 − 46 | +5  | 52 | Выход в Типпелигу 2014                   |
| 3  | Хёдд          | 30 | 15 | 5  | 10 | 41 − 31 | +10 | 50 | Плей-офф за место в Типпелиге 2014       |
| 4  | Ранхейм       | 30 | 14 | 7  | 9  | 49 − 38 | +11 | 49 | Плей-офф за место в Типпелиге 2014       |
| 5  | Хам-Кам       | 30 | 14 | 6  | 10 | 49 − 43 | +6  | 48 | Плей-офф за место в Типпелиге 2014       |
| 6  | Мьёндален     | 30 | 14 | 5  | 11 | 37 − 40 | −3  | 47 | Плей-офф за место в Типпелиге 2014       |
| 7  | Брюне         | 30 | 13 | 7  | 10 | 55 − 50 | +5  | 46 |                                          |
| 8  | Саннефьорд    | 30 | 12 | 7  | 11 | 39 − 39 | 0   | 43 |                                          |
| 9  | Кристиансунд  | 30 | 12 | 6  | 12 | 47 − 44 | +3  | 42 |                                          |
| 10 | Фредрикстад   | 30 | 11 | 8  | 11 | 44 − 41 | +3  | 41 |                                          |
| 11 | Стрёммен      | 30 | 9  | 11 | 10 | 39 − 43 | −4  | 38 |                                          |
| 12 | Улл/Киса      | 30 | 9  | 7  | 14 | 46 − 48 | −2  | 34 |                                          |
| 13 | Вард Хёгесунд | 30 | 9  | 7  | 14 | 46 − 55 | −9  | 34 | Выбывание во Второй дивизион сезона 2014 |
| 14 | Кунгсвингер   | 30 | 7  | 10 | 13 | 37 − 54 | −17 | 31 | Выбывание во Второй дивизион сезона 2014 |
| 15 | Фолло         | 30 | 9  | 2  | 19 | 40 − 57 | −17 | 29 | Выбывание во Второй дивизион сезона 2014 |
| 16 | Эльверум      | 30 | 3  | 6  | 21 | 37 − 67 | −30 | 15 | Выбывание во Второй дивизион сезона 2014 |

Источник: nifs.no
Правила для классификации: 
1) очки; 2) разница голов; 3) количество забитых голов.
(C) = Чемпион; (R) = Выбыл; (P) = Вышел в; (O) = Победитель плей-офф; (A) = Прошёл в следующий раунд. 

## Результаты матчей
| Команда           | БУД | СТА | ХОД | РАН | ХАМ | МЬЁ | БРЮ | САН | КРИ | ФРЕ | СТР | УЛЛ | ВАР | КУН | ФОЛ | ЭЛЬ |
| ----------------- | --- | --- | --- | --- | --- | --- | --- | --- | --- | --- | --- | --- | --- | --- | --- | --- |
| 1. Будё-Глимт     |     | 2:1 | 1:0 | 0:2 | 2:0 | 2:0 | 5:3 | 2:0 | 2:0 | 4:0 | 3:0 | 3:1 | 1:0 | 8:0 | 3:0 | 3:0 |
| 2. Стабек         | 1:1 |     | 2:1 | 4:1 | 1:5 | 2:0 | 2:2 | 4:1 | 0:0 | 2:1 | 2:1 | 1:0 | 1:1 | 3:1 | 2:1 | 3:3 |
| 3. Хёдд           | 2:1 | 1:0 |     | 2:3 | 2:1 | 1:0 | 0:1 | 2:0 | 1:1 | 0:1 | 2:1 | 2:0 | 0:2 | 1:0 | 2:0 | 4:1 |
| 4. Ранхейм        | 0:2 | 1:1 | 1:1 |     | 0:3 | 0:1 | 0:0 | 1:3 | 1:1 | 3:0 | 1:0 | 2:0 | 2:1 | 5:1 | 4:0 | 2:2 |
| 5. Хам-Кам        | 0:0 | 2:2 | 1:0 | 1:4 |     | 1:2 | 3:2 | 3:0 | 2:1 | 2:1 | 2:0 | 2:1 | 1:1 | 1:1 | 3:1 | 1:0 |
| 6. Мьёндален      |     |     |     |     |     |     |     |     |     |     |     |     |     |     |     |     |
| 7. Брюне          |     |     |     |     |     |     |     |     |     |     |     |     |     |     |     |     |
| 8. Сандефьорд     |     |     |     |     |     |     |     |     |     |     |     |     |     |     |     |     |
| 9. Кристиансунд   |     |     |     |     |     |     |     |     |     |     |     |     |     |     |     |     |
| 10. Фредрикстад   |     |     |     |     |     |     |     |     |     |     |     |     |     |     |     |     |
| 11.Стрёммен       |     |     |     |     |     |     |     |     |     |     |     |     |     |     |     |     |
| 12. Улл/Киса      |     |     |     |     |     |     |     |     |     |     |     |     |     |     |     |     |
| 13. Вард Хёгесунд |     |     |     |     |     |     |     |     |     |     |     |     |     |     |     |     |
| 14. Кунгсвингер   |     |     |     |     |     |     |     |     |     |     |     |     |     |     |     |     |
| 15. Фолло         |     |     |     |     |     |     |     |     |     |     |     |     |     |     |     |     |
| 16. Эльверум      |     |     |     |     |     |     |     |     |     |     |     |     |     |     |     |     |

Цвета: синий = победа хозяев поля, жёлтый = ничья, красный = победа гостей.

## Календарь игр
| 1-й тур 7 апреля - – Будё-Глимт – Улл/Киса - – Фолло – Брюне - – Фредрикстад – Хёдд - – Хам-Кам – Стабек - – Кунгсвингер – Мьёндален - – Кристиансунд – Эльверум - – Ранхейм – Вард Хёгесунд - – Стрёммен – Сандефьорд |  | 2-й тур 14 апреля - – Брюне – Фредрикстад - – Эльверум – Стрёммен - – Хёдд – Хам-Кам - – Мьёндален – Фолло - – Сандефьорд – Будё-Глимт - – Стабек – Кристиансунд - – Улл/Киса – Ранхейм - – Вард Хёгесунд – Кунгсвингер |  | 3-й тур 21 апреля - – Будё-Глимт – Эльверум - – Фолло – Хёдд - – Фредрикстад – Сандефьорд - – Хам-Кам – Улл/Киса - – Кунгсвингер – Стабек - – Кристиансунд – Вард Хёгесунд - – Ранхейм – Брюне - – Стрёммен – Мьёндален |  | 4-й тур 28 апреля - – Брюне – Будё-Глимт - – Эльверум – Кунгсвингер - – Фолло – Кристиансунд - – Хёдд – Стабек - – Мьёндален – Хам-Кам - – Сандефьорд – Ранхейм - – Улл/Киса – Стрёммен - – Вард Хёгесунд – Фредрикстад |

| 5-й тур 5 мая - – Будё-Глимт – Фолло - – Хам-Кам – Эльверум - – Кунгсвингер – Фредрикстад - – Кристиансунд – Сандефьорд - – Ранхейм – Мьёндален - – Стабек – Брюне - – Улл/Киса – Вард Хёгесунд - – Стрёммен – Хёдд |  | 6-й тур 9 мая - – Брюне – Стрёммен - – Эльверум – Ранхейм - – Фолло – Стабек - – Фредрикстад – Улл/Киса - – Хёдд – Кунгсвингер - – Мьёндален – Кристиансунд - – Сандефьорд – Хам-Кам - – Вард Хёгесунд – Будё-Глимт |  | 7-й тур 12 мая - – Будё-Глимт – Хёдд - – Хам-Кам – Фолло - – Кунгсвингер – Сандефьорд - – Кристиансунд – Брюне - – Ранхейм – Фредрикстад - – Стабек – Мьёндален - – Улл/Киса – Эльверум - – Стрёммен – Вард Хёгесунд |  | 8-й тур 16 мая - – Будё-Глимт – Стрёммен - – Брюне – Кунгсвингер - – Эльверум – Мьёндален - – Фредрикстад – Стабек - – Хёдд – Ранхейм - – Сандефьорд – Фолло - – Улл/Киса – Кристиансунд - – Вард Хёгесунд – Хам-Кам |

| 9-й тур 20 мая - – Фолло – Эльверум - – Хам-Кам – Будё-Глимт - – Кунгсвингер – Ранхейм - – Кристиансунд – Хёдд - – Мьёндален – Брюне - – Сандефьорд – Вард Хёгесунд - – Стабек – Улл/Киса - – Стрёммен – Фредрикстад |  | 10-й тур 26 мая - – Будё-Глимт – Кристиансунд - – Брюне – Сандефьорд - – Эльверум – Стабек - – Фредрикстад – Хам-Кам - – Хёдд – Мьёндален - – Ранхейм – Стрёммен - – Улл/Киса – Кунгсвингер - – Вард Хёгесунд – Фолло |  | 11-й тур 2 июня - – Эльверум – Хёдд 9 июня - – Брюне – Эльверум - – Фолло – Фредрикстад - – Хам-Кам – Стрёммен - – Хёдд – Вард Хёгесунд - – Кристиансунд – Кунгсвингер - – Мьёндален – Будё-Глимт - – Сандефьорд – Улл/Киса - – Стабек – Ранхейм |  | 12-й тур 16 июня - – Будё-Глимт – Стабек - – Эльверум – Сандефьорд - – Фредрикстад – Мьёндален - – Кунгсвингер – Фолло - – Ранхейм – Хам-Кам - – Улл/Киса – Хёдд - – Стрёммен – Кристиансунд - – Вард Хёгесунд – Брюне |

| 13-й тур 23 июня - – Брюне – Хам-Кам - – Эльверум – Фредрикстад - – Фолло – Улл/Киса - – Кунгсвингер – Будё-Глимт - – Кристиансунд – Ранхейм - – Мьёндален – Вард Хёгесунд - – Сандефьорд – Хёдд - – Стабек – Стрёммен |  | 14-й тур 30 июня - – Фредрикстад – Кристиансунд - – Хам-Кам – Кунгсвингер - – Хёдд – Брюне - – Ранхейм – Будё-Глимт - – Сандефьорд – Стабек - – Улл/Киса – Мьёндален - – Стрёммен – Фолло - – Вард Хёгесунд – Эльверум |  | 15-й тур 7 июля - – Будё-Глимт – Фредрикстад - – Брюне – Улл/Киса - – Фолло – Ранхейм - – Кунгсвингер – Стрёммен - – Кристиансунд – Хам-Кам - – Мьёндален – Сандефьорд - – Стабек – Вард Хёгесунд |  | 16-й тур 28 июля - – Фредрикстад – Фолло - – Хам-Кам – Мьёндален - – Кристиансунд – Стабек - – Ранхейм – Эльверум - – Сандефьорд – Кунгсвингер - – Улл/Киса – Будё-Глимт - – Стрёммен – Брюне - – Вард Хёгесунд – Хёдд |

| 17-й тур 4 августа - – Будё-Глимт – Сандефьорд - – Брюне – Ранхейм - – Эльверум – Кристиансунд - – Фолло – Вард Хёгесунд - – Хёдд – Фредрикстад - – Кунгсвингер – Улл/Киса - – Мьёндален – Стрёммен - – Стабек – Хам-Кам |  | 18-й тур 9 августа - – Сандефьорд – Эльверум 11 августа - – Будё-Глимт – Брюне - – Фредрикстад – Вард Хёгесунд - – Хам-Кам – Хёдд - – Кристиансунд – Мьёндален - – Ранхейм – Кунгсвингер - – Улл/Киса – Фолло - – Стрёммен – Стабек |  | 19-й тур 18 августа - – Брюне – Кристиансунд - – Эльверум – Улл/Киса - – Фолло – Будё-Глимт - – Хёдд – Сандефьорд - – Кунгсвингер – Хам-Кам - – Мьёндален – Ранхейм - – Стабек – Фредрикстад - – Вард Хёгесунд – Стрёммен |  | 20-й тур 25 августа - – Будё-Глимт – Мьёндален - – Фредрикстад – Кунгсвингер - – Хам-Кам – Вард Хёгесунд - – Кристиансунд – Фолло - – Ранхейм – Улл/Киса - – Сандефьорд – Брюне - – Стабек – Хёдд - – Стрёммен – Эльверум |

| 21-й тур 1 сентября - – Брюне – Стабек - – Эльверум – Будё-Глимт - – Фолло – Хам-Кам - – Хёдд – Стрёммен - – Кунгсвингер – Кристиансунд - – Мьёндален – Фредрикстад - – Улл/Киса – Сандефьорд - – Вард Хёгесунд – Ранхейм |  | 22-й тур 8 сентября - – Фредрикстад – Эльверум - – Хам-Кам – Брюне - – Хёдд – Будё-Глимт - – Мьёндален – Кунгсвингер - – Ранхейм – Кристиансунд - – Стабек – Фолло - – Стрёммен – Улл/Киса - – Вард Хёгесунд – Сандефьорд |  | 23-й тур 15 сентября - – Будё-Глимт – Хам-Кам - – Эльверум – Вард Хёгесунд - – Фолло – Мьёндален - – Кунгсвингер – Брюне - – Кристиансунд – Стрёммен - – Ранхейм – Хёдд - – Сандефьорд – Фредрикстад - – Улл/Киса – Стабек |  | 24-й тур 22 сентября - – Брюне – Фолло - – Фредрикстад – Ранхейм - – Хам-Кам – Сандефьорд - – Хёдд – Улл/Киса - – Мьёндален – Эльверум - – Стабек – Кунгсвингер - – Стрёммен – Будё-Глимт - – Вард Хёгесунд – Кристиансунд |

| 25-й тур 29 сентября - – Будё-Глимт – Вард Хёгесунд - – Эльверум – Хам-Кам - – Кунгсвингер – Хёдд - – Кристиансунд – Фредрикстад - – Мьёндален – Стабек - – Ранхейм – Фолло - – Сандефьорд – Стрёммен - – Улл/Киса – Брюне |  | 26-й тур 6 октября - – Брюне – Мьёндален - – Фолло – Кунгсвингер - – Фредрикстад – Будё-Глимт - – Хам-Кам – Кристиансунд - – Хёдд – Эльверум - – Стабек – Сандефьорд - – Стрёммен – Ранхейм - – Вард Хёгесунд – Улл/Киса |  | 27-й тур 13 октября - – Будё-Глимт – Ранхейм - – Эльверум – Фолло - – Фредрикстад – Брюне - – Хёдд – Кристиансунд - – Сандефьорд – Мьёндален - – Улл/Киса – Хам-Кам - – Стрёммен – Кунгсвингер - – Вард Хёгесунд – Стабек |  | 28-й тур 20 октября - – Брюне – Хёдд - – Фолло – Стрёммен - – Хам-Кам – Фредрикстад - – Кунгсвингер – Вард Хёгесунд - – Кристиансунд – Будё-Глимт - – Мьёндален – Улл/Киса - – Ранхейм – Сандефьорд - – Стабек – Эльверум |

| 29-й тур 27 октября - – Будё-Глимт – Кунгсвингер - – Эльверум – Брюне - – Хёдд – Фолло - – Ранхейм – Стабек - – Сандефьорд – Кристиансунд - – Улл/Киса – Фредрикстад - – Стрёммен – Хам-Кам - – Вард Хёгесунд – Мьёндален |  | 30-й тур 3 ноября - – Брюне – Вард Хёгесунд - – Фолло – Сандефьорд - – Фредрикстад – Стрёммен - – Хам-Кам – Ранхейм - – Кунгсвингер – Эльверум - – Кристиансунд – Улл/Киса - – Мьёндален – Хёдд - – Стабек – Будё-Глимт |